# Ivo Felt

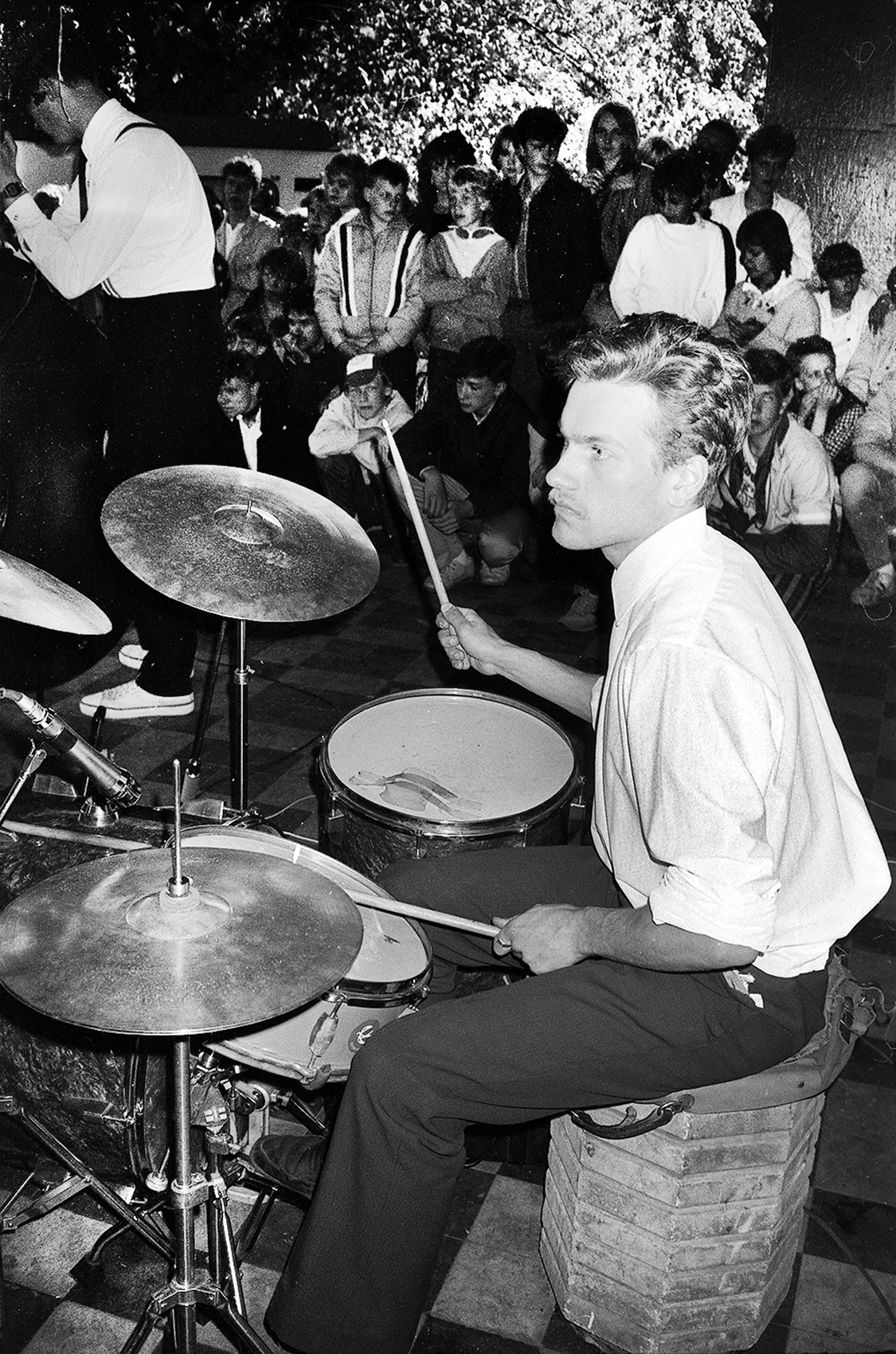
Ivo Felt em 1987

Ivo Felt (também escrito como Ivo Feldt; nascido a 31 de outubro de 1968, em Tallinn) é um produtor de cinema e engenheiro de som da Estónia.
A partir de 1987 trabalhou na Tallinnfilm; mais tarde, de 1991 a 1995 foi freelancer. Em 1995 ele foi um dos fundadores do estúdio de cinema Allfilm.
Em 2017 foi premiado com a Ordem da Estrela Branca, V classe.